# Waag (Schoonhoven)
De Schoonhovense Waag is een historisch gebouw. De momenteel in de Nederlandse provincie Zuid-Holland gelegen stad Schoonhoven kende voor het eerst een waag in 1356, en die werd door de burgers (die het gebouw huurden van Jan van Blois), gebruikt met name om vlas- en hennepproducten te wegen. Dit waren eeuwenlang veel geteelde gewassen ten behoeve van onder meer het maken van weefsels en touw. Er is nog een weegschaal uit 1662 aanwezig.
Het gebouw ging in 1518 bij een stadsbrand verloren. In 1617 werd de huidige Waag gebouwd en in 1758 vergroot. Sinds 1971 is er een eethuis in gevestigd.